# السباحة في بحيرة الشيطان
السباحة في بحيرة الشيطان، نص في علم النفس الموازي من مؤلفات الشاعرة والكاتبة العربية السورية غادة السمان، صدرت في عام 1979، عن منشورات غادة السمان في بيروت، لبنان.